# Changping, Dongguan
Changping, tidigare romaniserat Sheungping, är en köping i staden Dongguan i provinsen Guangdong  i sydöstra Kina.